# Гонсалес, Херссон
Херссон Амур Гонсалес Диас (исп. Jersson Amur González Díaz; род. 16 февраля 1975, Кали, Колумбия) — колумбийский футболист, полузащитник сборной Колумбия.

## Клубная карьера
Херссон начал свою карьеру в «Америке» за которую он болел с детства. В 1993 году Гонсалес дебютировал за клуб в Кубке Мустанга. В составе «Америки» он четыре раз выиграл чемпионат Колумбии, в 1997, 2000, 2001 и 2008, а также стал обладателем Кубка Мерконорте в 1999 году. Херссон был настоящим идолом болельщиков «Америки», проведя за клуб более 300 матчей.
В августе 1997 года в матче против «Онсе Кальдас» у Гонсалеса случился сердечный приступ. Процесс восстановления занял 5 месяцев и на поле Херссон вернулся только в феврале 1998 года.
Помимо «Америки» Гонсалес выступал «Депортиво Перейра», «Бояка Чико», «Сентаурос Вильявисенсио», аргентинский «Ривер Плейт», а также ездил в непродолжительную командировку в турецкий «Галатасарай».
В 2011 году Херссон завершил карьеру футболиста, последним его клубом стала «Америка». После завершения карьеры он стал тренером молодёжного состава в родном клубе.

## Международная карьера
В 1995 году Гонсалес дебютировал за сборную Колумбии. В 1999 году в составе национальной команды он принял участие в Кубке Америки. В 2001 году Херссон во второй раз принял участие в турнире, на этот раз попытка оказалась удачной, в составе национальной команды он выиграл трофей.

## Достижения
Командные
 «Америка Кали»
- Чемпионат Колумбии по футболу — 1996/97
- Чемпионат Колумбии по футболу — 2000
- Чемпионат Колумбии по футболу — 2001
- Чемпионат Колумбии по футболу — Финалисасьон 2008
- Обладатель Кубка Мерконорте — 1999

Международные
 Колумбия
- Кубок Америки — 2001